# Nishiyama Onsen Keiunkan
Nishiyama Onsen Keiunkan (西山温泉慶雲館?) è un hotel di Hayakawa, nella prefettura di Yamanashi in Giappone. Costruito nel 705 d.C. da Fujiwara Mahito è il più antico albergo del mondo e la più antica compagnia aziendale del mondo dopo che Kongō Gumi venne acquisita nel 2006. Nel 2011, l'albergo fu ufficialmente riconosciuto come il più antico del mondo dal Guinness dei primati.

## Storia
L'hotel Keiunkan si trova ai piedi della catena dei Monti Akaishi, dalla sua fondazione l'hotel ha ottenuto tutta l'acqua termale direttamente dalle vicine fonti di Hakuho. È in attività da oltre 1300 anni ed è stato gestito da 52 generazioni appartenenti alla stessa famiglia (inclusi eredi adottati). L'albergo fu costruito da Fujiwara Mahito, figlio di un collaboratore del 38º Imperatore del Giappone, l'imperatore Tenji.
Dalla sua creazione il potere curativo delle sue acque termali divenne largamente conosciuto in Giappone. Takeda Shingen e Tokugawa Ieyasu furono tra gli ospiti storici delle fonti termali.
L'albergo ha subito una notevole ristrutturazione nel 1997, mantenendo tuttavia l'architettura originale dell'edificio. Nel 2005 sono stati aggiunti bagni privati con acqua termale gratuita ad ogni stanza. Tra il 2000 ed il 2016 le prenotazioni dell'hotel si sono dimezzate. Nel 2017 la holding alberghiera Yushima ha creato la compagnia Nishiyama Onsen Keiunkan, trasferendo la proprietà dell'edificio alla compagnia, che si è sciolta l'anno successivo.

## Descrizione
L'albergo è composto da 37 stanze, un ristorante (kaiseki) e di una piattaforma per l'osservazione della Luna. In precedenza la struttura non era dotata di Wi-Fi, ma ora (dal 2019) tutte le camere e le stanze sono dotate di Wi-Fi gratuito. Tappeti Tatami e mobili classici decorano le stanze. Lo staff indossa kimono nibu-shiki. Le pompe per i bagni termali pompano 1000 litri di acqua riscaldata naturalmente al minuto è in previsione il raddoppio della capacità. L'hotel è disposto di fonti termali pubbliche e private (onsen). Due private si trovano al primo piano, mentre altre due pubbliche si trovano al quarto piano. L'entrata e la hall si trovano al terzo piano.